# Darius Kasparaitis
Darius Kasparaitis (russisch Дарюс Владович Каспарайтис/Darjus Wladowitsch Kasparaitis; * 16. Oktober 1972 in Elektrėnai, Litauische SSR) ist ein litauischer Eishockeyspieler und -trainer, der auch die russische und die US-amerikanische Staatsangehörigkeit besitzt. Während seiner aktiven Karriere bestritt er zwischen 1992 und 2007 über 850 Spiele für die New York Islanders, Pittsburgh Penguins, Colorado Avalanche und New York Rangers in der National Hockey League.
Im Alter von 41 Jahren, rund fünf Jahre nach seinem offiziellen Karriereende, schloss er sich als Spieler dem litauischen Erstligisten Vilnius Hockey Punks an.

## Karriere
Darius Kasparaitis begann seine Karriere als Eishockeyspieler in der Nachwuchsabteilung des HK Dynamo Moskau, für dessen Profimannschaft er in der Saison 1988/89 sein Debüt in der Wysschaja Liga, der höchsten sowjetischen Spielklasse, gab. Mit der Mannschaft wurde er in der Spielzeit 1990/91 sowjetischer Meister sowie in der Saison 1991/92 GUS-Meister. Anschließend wurde er im NHL Entry Draft 1992 in der ersten Runde als insgesamt fünfter Spieler von den New York Islanders ausgewählt. Zunächst begann der Verteidiger die Saison 1992/93 erneut bei Dynamo Moskau in der neu gegründeten Internationalen Hockey-Liga. In dieser erzielte er in sieben Spielen ein Tor und drei Vorlagen, woraufhin ihn die New York Islanders nach Nordamerika beorderten. Bis zum Ende der Spielzeit erzielte er in seinem Rookiejahr in der National Hockey League in insgesamt 97 Spielen vier Tore und 22 Vorlagen und erreichte mit seiner Mannschaft das Conference-Finale, in dem er mit seiner Mannschaft dem späteren Stanley-Cup-Sieger Canadiens de Montréal unterlag. Auch in der Folgezeit gehörte er zu den Stammkräften bei den Islanders.

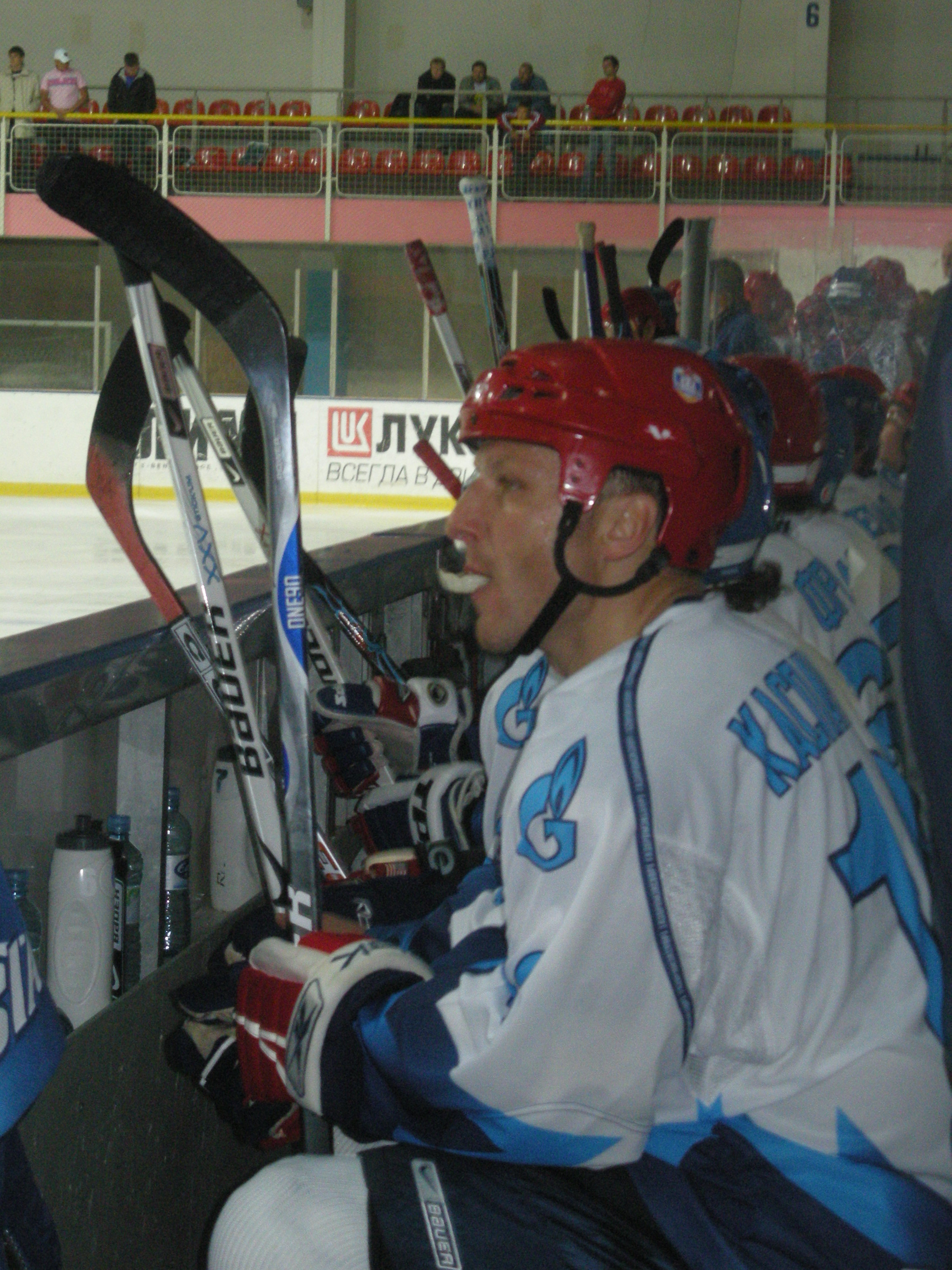
Darius Kasparaitis (2009)

Nachdem er auch die Saison 1996/97 bei den New York Islanders begonnen hatte, wurde er am 17. November 1996 zusammen mit Andreas Johansson im Tausch gegen Bryan Smolinski an die Pittsburgh Penguins abgegeben. Mit diesen erreichte er in der Saison 2000/01 ebenfalls das Conference-Finale. Kurz vor Ende der Trade Deadline wurde er im März 2002 im Tausch gegen Ville Nieminen und Rick Berry zum amtierenden Stanley-Cup-Sieger Colorado Avalanche transferiert. Mit den „Avs“ kam er in der Saison 2001/02 ebenfalls nicht über das Conference-Finale hinaus. Insgesamt gab er für Colorado in 32 Spielen drei Torvorlagen. Anschließend erhielt er einen Vertrag als Free Agent bei den New York Rangers, bei denen er zwei Jahre lang zu den Führungsspielern gehörte, ehe er während des Lockouts die Saison 2004/05 bei Ak Bars Kasan in der russischen Superliga verbrachte. Nach Wiederaufnahme des Spielbetriebs in der NHL, kehrte er zu den New York Rangers zurück, bei denen er in der Saison 2006/07 nur noch sporadisch in der NHL zum Einsatz kam und stattdessen zwölf Mal für deren Farmteam Hartford Wolf Pack in der American Hockey League spielte. Bei diesen begann er auch die Saison 2007/08, wechselte jedoch bereits nach nur vier Spielen zum SKA Sankt Petersburg in die russische Superliga. In Sankt Petersburg beendete er im Anschluss an die Saison 2008/09 in der neu gegründeten Kontinentalen Hockey-Liga im Alter von 37 Jahren seine Karriere.
Nach seinem Karriereende als aktiver Spieler wurde Kasparaitis zur Saison 2010/11 Assistenztrainer bei seinem Ex-Klub SKA Sankt Petersburg aus der KHL. In dieser Position war er bis zu seiner Entlassung am 22. Dezember 2010 tätig. Rund fünf Jahre nach seinem offiziellen Karriereende schloss sich der mittlerweile 41-jährige Kasparaitis Anfang Februar 2014 dem litauischen Erstligisten Vilnius Hockey Punks als Spieler an.

### International
Für die Sowjetunion nahm Kasparaitis im Juniorenbereich an der U18-Junioren-Europameisterschaft 1990 sowie der U20-Junioren-Weltmeisterschaft 1991 teil. Bei der U18-EM 1990 gewann er mit seiner Mannschaft die Silbermedaille und wurde selbst in das All-Star Team des Turniers gewählt. 1991 gewann er bei der U20-WM mit der Sowjetunion ebenfalls die Silbermedaille. Mit dem Vereinten Team wurde er bei den Olympischen Winterspielen 1992 in Albertville Olympiasieger. Nach dem Olympiasieg wurde er als Verdienter Meister des Sports Russlands ausgezeichnet. Für Russland nahm er an der U20-Junioren-Weltmeisterschaft 1992, bei der er mit seiner Mannschaft Weltmeister und als bester Verteidiger des Turniers ausgezeichnet wurde sowie den Weltmeisterschaften 1992 und 1996 sowie beim World Cup of Hockey 2004 teil. Zudem stand er im Aufgebot Russlands bei den Olympischen Winterspielen 1998 in Nagano, 2002 in Salt Lake City und 2006 in Turin. Bei den Winterspielen 1998 gewann er mit den Russen die Silber-, bei den Winterspielen 2002 die Bronzemedaille.
Bei der Weltmeisterschaft 2018 spielte er in der B-Gruppe der Division I erstmals für Litauen international. Es war seine erste Weltmeisterschaftsteilnahme seit 22 Jahren.

## Erfolge und Auszeichnungen
- 1991 Sowjetischer Meister mit dem HK Dynamo Moskau
- 1992 GUS-Meister mit dem HK Dynamo Moskau
- 1992 Verdienter Meister des Sports der UdSSR
- 2009 KHL All-Star Game

### International
| - 1990 Silbermedaille bei der U18-Junioren-Europameisterschaft - 1990 All-Star-Team der Junioren-Europameisterschaft - 1991 Silbermedaille bei der U20-Junioren-Weltmeisterschaft - 1992 Goldmedaille bei der U20-Junioren-Weltmeisterschaft - 1992 Bester Verteidiger der Junioren-Weltmeisterschaft | - 1992 Goldmedaille bei den Olympischen Winterspielen - 1998 Silbermedaille bei den Olympischen Winterspielen - 2002 Bronzemedaille bei den Olympischen Winterspielen - 2018 Aufstieg in die Division I, Gruppe A, bei der Weltmeisterschaft der Division I, Gruppe B |

## Karrierestatistik

### International
| Vertrat die UdSSR bei: - U18-Junioren-Europameisterschaft 1990 - U20-Junioren-Weltmeisterschaft 1991 - U20-Junioren-Weltmeisterschaft 1992 Vertrat das Vereinte Team bei: - Olympischen Winterspielen 1992 | Vertrat Russland bei: - Weltmeisterschaft 1992 - Weltmeisterschaft 1996 - World Cup of Hockey 1996 - Olympischen Winterspielen 1998 - Olympischen Winterspielen 2002 - World Cup of Hockey 2004 - Olympischen Winterspielen 2006 | Vertrat Litauen bei: - Weltmeisterschaft der Division IB 2018 |

(Legende zur Spielerstatistik: Sp oder GP = absolvierte Spiele; T oder G = erzielte Tore; V oder A = erzielte Assists; Pkt oder Pts = erzielte Scorerpunkte; SM oder PIM = erhaltene Strafminuten; +/− = Plus/Minus-Bilanz; PP = erzielte Überzahltore; SH = erzielte Unterzahltore; GW = erzielte Siegtore; 1 Play-downs/Relegation; Kursiv: Statistik nicht vollständig)

## Trivia
In dem im Jahr 2000 erschienenem Film Bruder 2 hat Kasparaitis einen Cameo-Auftritt. 